# Les Forges, Deux-Sèvres
Les Forges är en kommun i departementet Deux-Sèvres i regionen Nouvelle-Aquitaine i västra Frankrike. Kommunen ligger i kantonen Ménigoute som tillhör arrondissementet Parthenay. År 2022 hade Les Forges 103 invånare.

## Befolkningsutveckling
Antalet invånare i kommunen Les Forges
| Referens: INSEE |